# Motherwell Football Club 2018-2019
Questa voce raccoglie le informazioni riguardanti il Motherwell Football Club nelle competizioni ufficiali della stagione 2018-2019.

## Stagione
- In Scottish Premiership il Motherwell si classifica all'8º posto (51 punti), dietro al St. Johnstone e davanti al Livingston.
- In Scottish Cup viene eliminato al quarto turno dal Ross County (1-2).
- In Scottish League Cup viene eliminato ai quarti di finale dagli Hearts (4-2).

## Maglie e sponsor
| Casa | Trasferta |

## Rosa
| N. |                             | Ruolo | Calciatore               |
| -- | --------------------------- | ----- | ------------------------ |
| 1  | Irlanda del Nord (bandiera) | P     | Trevor Carson            |
| 2  | Scozia (bandiera)           | D     | Richard Tait             |
| 3  | Scozia (bandiera)           | D     | Aaron Taylor-Sinclair    |
| 4  | Irlanda (bandiera)          | C     | Carl McHugh              |
| 5  | Scozia (bandiera)           | D     | Tom Aldred               |
| 6  | Inghilterra (bandiera)      | D     | Peter Hartley (capitano) |
| 7  | Scozia (bandiera)           | C     | Chris Cadden             |
| 8  | Scozia (bandiera)           | C     | Allan Campbell           |
| 9  | Inghilterra (bandiera)      | A     | Curtis Main              |
| 11 | Inghilterra (bandiera)      | A     | Elliott Frear            |
| 12 | Stati Uniti (bandiera)      | C     | Gboly Ariyibi            |
| 13 | Scozia (bandiera)           | P     | Rohan Ferguson           |
| 14 | Inghilterra (bandiera)      | C     | Liam Grimshaw            |

| N. |                             | Ruolo | Calciatore            |
| -- | --------------------------- | ----- | --------------------- |
| 15 | Australia (bandiera)        | C     | Andy Rose             |
| 16 | Inghilterra (bandiera)      | A     | George Newell         |
| 18 | Irlanda (bandiera)          | D     | Charles Dunne         |
| 19 | Irlanda (bandiera)          | A     | Conor Sammon          |
| 20 | Inghilterra (bandiera)      | P     | Mark Gillespie        |
| 21 | Inghilterra (bandiera)      | D     | Christian Mbulu       |
| 22 | Irlanda del Nord (bandiera) | D     | Liam Donnelly         |
| 23 | Spagna (bandiera)           | C     | Alex Rodríguez Gorrin |
| 24 | Inghilterra (bandiera)      | A     | Danny Johnson         |
| 27 | Inghilterra (bandiera)      | A     | Craig Tanner          |
| 28 | Scozia (bandiera)           | C     | David Turnbull        |
| 44 | Scozia (bandiera)           | A     | Ross McCormack        |